# Gemeinderats- und Bürgermeisterwahlen in Kärnten 2021

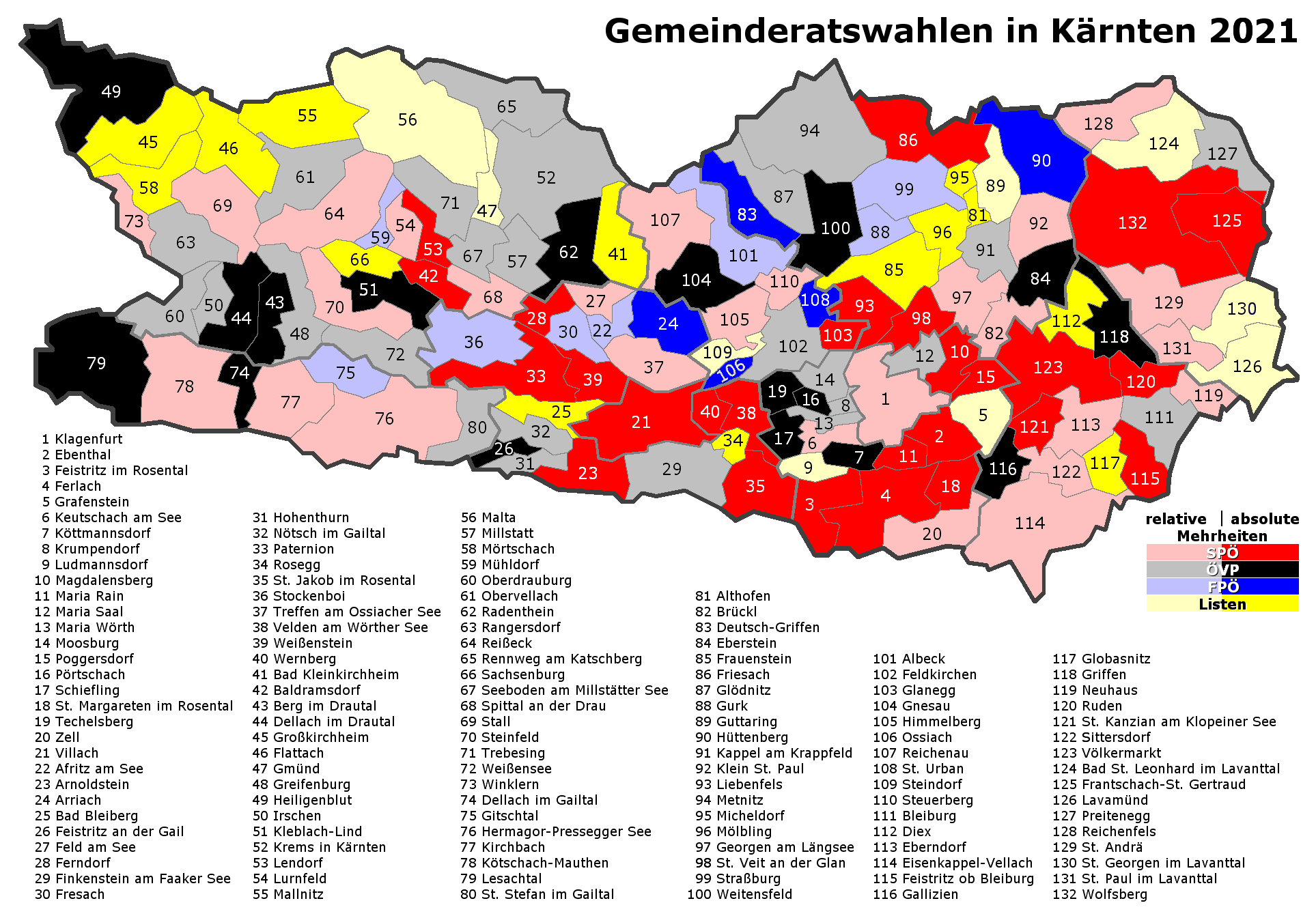
Mehrheiten nach den Gemeinderatswahlen 2021 in Kärnten

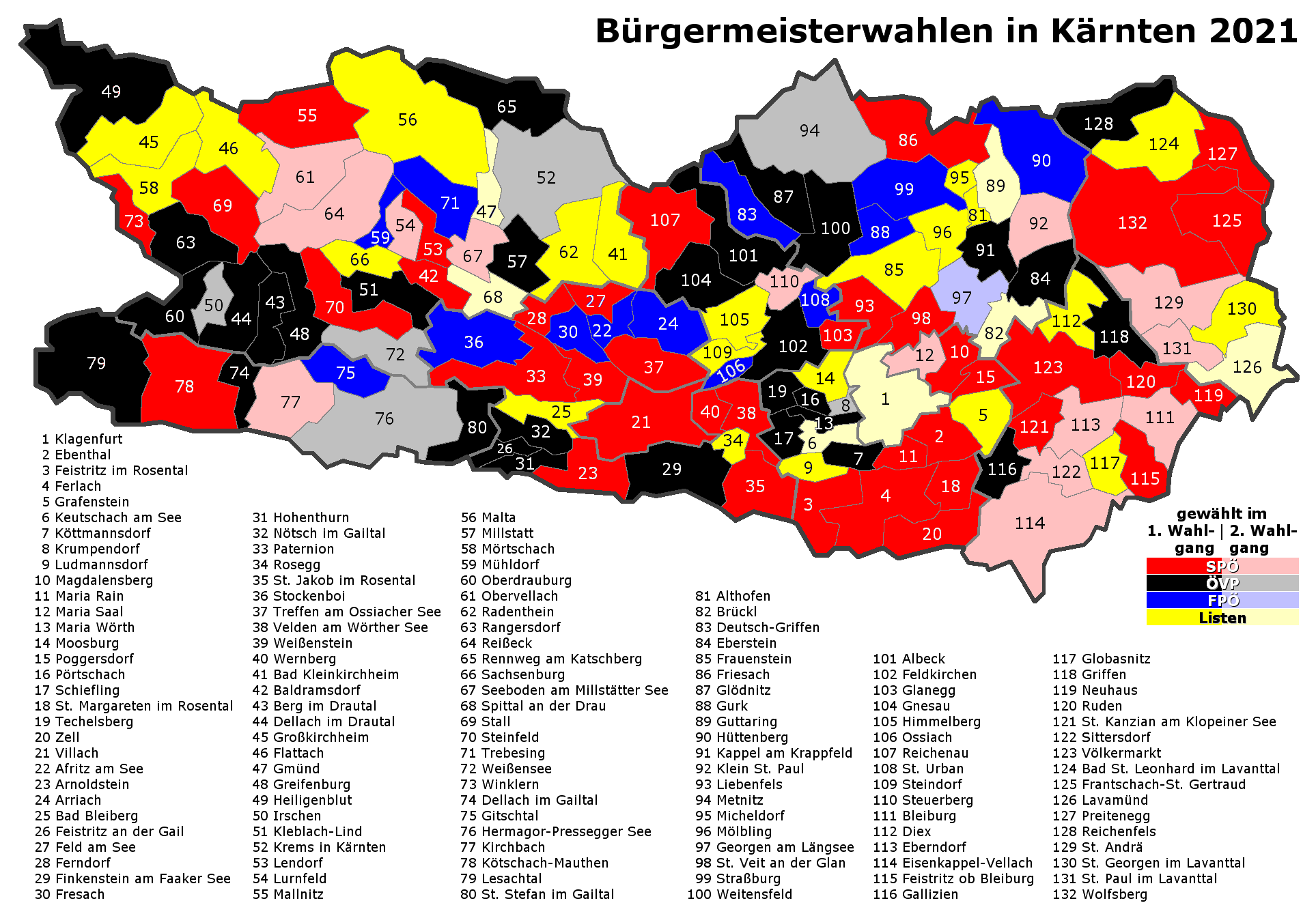
Bürgermeisterwahlen 2021 in Kärnten einschließlich der Ergebnisse der Stichwahlen

Die Gemeinderats- und Bürgermeisterwahlen in Kärnten 2021 fanden am 28. Februar 2021 in Kärnten statt.
Als Stichtag für die Wahlberechtigung wurde der 26. Dezember 2020 festgesetzt. Allenfalls erforderliche Stichwahlen der Bürgermeister finden am 14. März 2021 statt. In Kärnten werden diesmal 2.472 Gemeinderäte vergeben. In Albeck nur noch elf statt 15, weil die Gemeinde am Stichtag genau einen Einwohner zu wenig hatte. In Mühldorf hatte die Gemeinde zum Stichtag knapp über 1.000 Einwohner und hat nun 15 Gemeinderäte.

## Ausgangslage

### Wahl 2015

#### Gemeinderatswahl
Bei der Gemeinderatswahl 2015 wurde die SPÖ landesweit stimmenstärkste Partei. Sie erreichte 40,23 % der Stimmen und 984 Mandate. Auf Platz 2 folgte die ÖVP, sie kam auf 22,51 % und 624 Mandate. Auf Platz 3 und 4 kamen die FPÖ bzw. die Grünen, welche 17,96 % und 450 Mandate bzw. 5,59 % und 65 Mandate erreichten die sonstigen Listen erreichten zusammengerechnet 13,71 % und 377 Mandate.
|                    | Stimmen | %       | Mand. |
| ------------------ | ------- | ------- | ----- |
| Wahlberechtigte    | 464.364 |         |       |
| Abgegebene Stimmen | 330.765 | 71,23 % |       |
| Ungültige Stimmen  | 15.163  |         |       |
| Gültige Stimmen    | 315.602 |         |       |
| Partei             |         |         |       |
| SPÖ                | 126.963 | 40,23 % | 984   |
| ÖVP                | 71.047  | 22,51 % | 624   |
| FPÖ                | 56.696  | 17,96 % | 450   |
| Die Grünen         | 17.627  | 5,59 %  | 65    |
| Sonstige           | 43.269  | 13,71 % | 377   |

#### Bürgermeisterwahlen
Die gleichzeitig stattfindenden Bürgermeisterwahlen brachten folgendes Ergebnis hervor: Die SPÖ stellte nach der Wahl 60 Bürgermeister, die ÖVP und ihre zugeordneten Listen 42, die FPÖ und ihre Listen 24, sonstige Listen 5 und das Team Stronach einen.

### Situation in den Bezirkshauptstädten und Statutarstädten

#### Klagenfurt am Wörthersee
Die Gemeinderatswahl in Klagenfurt 2015 hatte einen Sieg der SPÖ zum Ergebnis, auf Platz 2, 3 und 4 folgten die FPÖ, die ÖVP und die Grünen. Ebenfalls in den Gemeinderat schafften es die NEOS und die "Bürgerallianz – Liste Albert Gunzer". Nach der Wahl bildete sich eine Koalition bestehend aus SPÖ, ÖVP und Grünen.
|                                     | Stimmen | %       | Mand. |
| ----------------------------------- | ------- | ------- | ----- |
| Wahlberechtigte                     | 79.318  |         |       |
| Abgegebene Stimmen                  | 45.311  | 57,13 % |       |
| Ungültige Stimmen                   | 2.118   |         |       |
| Gültige Stimmen                     | 43.193  |         |       |
| Partei                              |         |         |       |
| SPÖ                                 | 13.244  | 30,66 % | 15    |
| FPÖ                                 | 10.732  | 24,85 % | 12    |
| ÖVP                                 | 8.111   | 18,78 % | 9     |
| Die Grünen                          | 6.068   | 14,05 % | 7     |
| NEOS                                | 1.516   | 3,51 %  | 1     |
| Bürgerallianz – Liste Albert Gunzer | 1.499   | 3,47 %  | 1     |
| Sonstige                            | 2.023   | 4,68 %  | 0     |

Im ersten Wahlgang erreichte keiner der Kandidaten eine absolute Mehrheit der Stimmen, womit eine Stichwahl nötig war. In dieser setzte sich Maria-Luise Mathiaschitz-Tschabuschnig (SPÖ) gegen Christian Scheider (FPÖ) mit 53,31 % zu 46,69 % durch.

#### Villach
Bei der Gemeinderatswahl 2015 in Villach erreichte die SPÖ mit 48,74 % den ersten Platz. Sie gewann somit die absolute Mandatsmehrheit im Gemeinderat sowie mit 4 von 7 Sitzen auch die absolute Mehrheit im Stadtsenat. Die restlichen 3 Sitze im Stadtsenat entfielen auf die ÖVP (2) sowie auf die FPÖ (1).
|                    | Stimmen | %       | Mand. |
| ------------------ | ------- | ------- | ----- |
| Wahlberechtigte    | 48.736  |         |       |
| Abgegebene Stimmen | 29.592  | 60,72 % |       |
| Ungültige Stimmen  | 760     |         |       |
| Gültige Stimmen    | 28.832  |         |       |
| Partei             |         |         |       |
| SPÖ                | 14.054  | 48,74 % | 23    |
| ÖVP                | 5.912   | 20,50 % | 10    |
| FPÖ                | 4.175   | 14,48 % | 7     |
| Die Grünen         | 2.288   | 7,94 %  | 3     |
| ERDE               | 1.038   | 3,60 %  | 1     |
| NEOS               | 690     | 2,39 %  | 1     |
| Sonstige           | 675     | 2,34 %  | 0     |

Bei der Bürgermeisterwahl erreichte Günther Albel (SPÖ) bereits im ersten Wahlgang mit 55,46 % die absolute Mehrheit. Auf Platz 2 folgte Peter Weidinger (ÖVP), auf welchen 24,65 % der Stimmen entfielen.

#### Wolfsberg
Bei der Gemeinderatswahl 2015 in Wolfsberg konnte die SPÖ mit +12,05 Prozentpunkten einen Zuwachs verbuchen, sie kam damit auf 54,02 % der Stimmen. Zweitplatzierte wurde die FPÖ, auf Platz 3 kam die ÖVP. Ebenfalls zogen die NEOS und die Grünen in den Gemeinderat ein.
|                    | Stimmen | %       | Mand. |
| ------------------ | ------- | ------- | ----- |
| Wahlberechtigte    | 20.847  |         |       |
| Abgegebene Stimmen | 13.564  | 65,06 % |       |
| Ungültige Stimmen  | 744     |         |       |
| Gültige Stimmen    | 12.820  |         |       |
| Partei             |         |         |       |
| SPÖ                | 6.926   | 54,02 % | 20    |
| FPÖ                | 1.939   | 15,12 % | 5     |
| ÖVP                | 1.763   | 13,75 % | 5     |
| NEOS               | 1.114   | 8,69 %  | 3     |
| Die Grünen         | 789     | 6,15 %  | 2     |
| Team Stronach      | 289     | 2,25 %  | 0     |

Bei der Bürgermeisterwahl konnte sich Hans-Peter Schlagholz (SPÖ) im ersten Wahlgang mit 69,47 % der Stimmen durchsetzen. Schlagholz trat 2020 ab, seine Nachfolge trat Hannes Primus (SPÖ) an.

#### Spittal an der Drau
Bei der Gemeinderatswahl 2015 in Spittal an der Drau sicherte die SPÖ mit 44,86 % den ersten Platz. Darauf folgten ÖVP, die FPÖ und das Team Stronach. Auch die Grünen und die NEOS schafften den Einzug in den Gemeinderat.
|                    | Stimmen | %       | Mand. |
| ------------------ | ------- | ------- | ----- |
| Wahlberechtigte    | 12.695  |         |       |
| Abgegebene Stimmen | 8.105   | 63,84 % |       |
| Ungültige Stimmen  | 459     |         |       |
| Gültige Stimmen    | 7646    |         |       |
| Partei             |         |         |       |
| SPÖ                | 3.430   | 44,86 % | 15    |
| ÖVP                | 1.325   | 17,33 % | 5     |
| FPÖ                | 1.039   | 13,59 % | 4     |
| Team Stronach      | 985     | 12,88 % | 4     |
| Die Grünen         | 447     | 5,85 %  | 2     |
| NEOS               | 420     | 5,49 %  | 1     |

Bei der Bürgermeisterwahl konnte sich Amtsinhaber Gerhard Pirih (SPÖ) im ersten Wahlgang mit 55,93 % durchsetzen.

#### Feldkirchen in Kärnten
Bei der Gemeinderatswahl 2015 wurde die SPÖ mit 41,23 % stimmenstärkste Kraft, auf sie folgte die ÖVP auf Platz 2. Ebenfalls in den Gemeinderat schafften es die FPÖ und die Grünen sowie die Liste „FePlus – unabhängige Liste Heinz Breschan“.
|                                           | Stimmen | %       | Mandate |
| ----------------------------------------- | ------- | ------- | ------- |
| Wahlberechtigte                           | 11.958  |         |         |
| Abgegebene Stimmen                        | 8.058   | 67,39 % |         |
| Ungültige Stimmen                         | 421     |         |         |
| Gültige Stimmen                           | 7.637   |         |         |
| Partei                                    |         |         |         |
| SPÖ                                       | 3.149   | 41,23 % | 14      |
| ÖVP                                       | 2.257   | 29,55 % | 10      |
| FPÖ                                       | 883     | 11,56 % | 3       |
| Die Grünen                                | 645     | 8,45 %  | 2       |
| FePlus – Unabhängige Liste Heinz Breschan | 577     | 7,56 %  | 2       |
| NEOS                                      | 126     | 1,65 %  | 0       |

Bei der Bürgermeisterwahl konnte sich überraschend Martin Treffner (ÖVP) in der Stichwahl mit 52,01 % gegen den amtierenden Bürgermeister Robert Strießnig (SPÖ) durchsetzen, welchen er damit auch als Stadtoberhaupt ablöste.

#### Sankt Veit an der Glan
Bei den Gemeinderatswahlen 2015 hatte die SPÖ trotz Verlusten mit 49,42 % die absolute Mandatsmehrheit halten können. Auf Platz 2 kam mit 25,85 % die St. Veiter Volkspartei. Ebenso in den Gemeinderat zogen die FPÖ und die Grünen ein.
|                    | Stimmen | %       | Mand. |
| ------------------ | ------- | ------- | ----- |
| Wahlberechtigte    | 10.449  |         |       |
| Abgegebene Stimmen | 6.914   | 66,17 % |       |
| Ungültige Stimmen  | 342     |         |       |
| Gültige Stimmen    | 6.572   |         |       |
| Partei             |         |         |       |
| SPÖ                | 3.248   | 49,42 % | 16    |
| St. Veiter VP      | 1.699   | 25,85 % | 8     |
| FPÖ                | 1.082   | 16,46 % | 5     |
| Die Grünen         | 543     | 8,26 %  | 2     |

Die Bürgermeisterwahl entschied Gerhard Mock (SPÖ) mit 52,92 % im ersten Wahlgang für sich. Zweitplatzierter wurde Rudolf Egger (St. Veiter Volkspartei) mit 28,43 %. Im Februar 2020 übernahm Martin Kulmer (SPÖ) das Amt des Bürgermeisters von seinem Vorgänger, welcher dieses 31 Jahre lang innehatte.

#### Völkermarkt
Bei der Gemeinderatswahl 2015 konnte die SPÖ mit 49,43 % die absolute Mandatsmehrheit gewinnen. Die FPÖ wurde Zweitplatzierte, sie kam auf 22,01 %. Auch Sitze im Gemeinderat errangen die ÖVP und die Grünen.
|                    | Stimmen | %       | Mand. |
| ------------------ | ------- | ------- | ----- |
| Wahlberechtigte    | 9.097   |         |       |
| Abgegebene Stimmen | 6.708   | 73,74 % |       |
| Ungültige Stimmen  | 307     |         |       |
| Gültige Stimmen    | 6.401   |         |       |
| Partei             |         |         |       |
| SPÖ                | 3.164   | 49,43 % | 16    |
| FPÖ                | 1.409   | 22,01 % | 7     |
| ÖVP                | 1.184   | 18,50 % | 6     |
| Die Grünen         | 468     | 7,31 %  | 2     |
| Sonstige           | 176     | 2,74 %  | 0     |

Die Bürgermeisterwahl entschied Valentin Blaschitz (SPÖ) mit 57,77 % vor Gerald Grebenjak (FPÖ) mit 22,33 % im ersten Wahlgang für sich. 2020 schied Blaschitz nach 29 Jahren aus dem Bürgermeisteramt aus, dieses übernahm Markus Lakounigg (SPÖ).

#### Hermagor-Pressegger See
Bei der Gemeinderatswahl 2015 wurde die SPÖ trotz leichter Verluste mit 39,58 % stimmenstärkste Kraft, auf sie folgte die ÖVP, welche stark zulegen konnte, mit 30,73 %. Ebenfalls sind seit dieser Wahl die FPÖ, die Liste Karl Tillian – Pro Hermagor sowie die Grünen vertreten.
|                             | Stimmen | %       | Mand. |
| --------------------------- | ------- | ------- | ----- |
| 5.961                       |         |         |       |
| Abgegebene Stimmen          | 4.809   | 80,67 % |       |
| Ungültige Stimmen           | 127     |         |       |
| Gültige Stimmen             | 4.682   |         |       |
| Partei                      |         |         |       |
| SPÖ                         | 1.853   | 39,58 % | 11    |
| ÖVP                         | 1.439   | 30,73 % | 9     |
| FPÖ                         | 680     | 14,52 % | 4     |
| Karl Tillian – Pro Hermagor | 463     | 9,89 %  | 2     |
| Die Grünen                  | 247     | 5,28 %  | 1     |

Bei der Bürgermeisterwahl kam es zu einer Stichwahl, welche Siegfried Ronacher (SPÖ) gegen seinen Kontrahenten Leopold Astner (ÖVP) knapp mit 50,07 % zu 49,93 %, d. h. einem Vorsprung von 7 Stimmen, gewinnen konnte.

## Antretende Parteien

### Gemeinderatswahlen
In den Bezirkshauptstädten und Statutarstädten traten von den größeren Parteien folgende an:
| Stadt \ Partei           | SPÖ | ÖVP | FPÖ | GRÜNE | NEOS | KPÖ | TK | ERDE |
| ------------------------ | --- | --- | --- | ----- | ---- | --- | -- | ---- |
| Klagenfurt am Wörthersee | ✅  | ✅  | ✅  | ✅    | ✅   | ✅  | ✅ | ✅   |
| Villach                  | ✅  | ✅  | ✅  | ✅    | ✅   | ❌  | ❌ | ✅   |
| Wolfsberg                | ✅  | ✅  | ✅  | ✅    | ❌   | ❌  | ❌ | ❌   |
| Spittal an der Drau      | ✅  | ✅  | ✅  | ✅    | ✅   | ❌  | ✅ | ❌   |
| Feldkirchen              | ✅  | ✅  | ✅  | ✅    | ❌   | ❌  | ❌ | ❌   |
| Sankt Veit an der Glan   | ✅  | ✅  | ✅  | ✅    | ❌   | ❌  | ❌ | ❌   |
| Völkermarkt              | ✅  | ✅  | ✅  | ❌    | ✅   | ❌  | ❌ | ❌   |
| Hermagor-Pressegger See  | ✅  | ✅  | ✅  | ❌    | ❌   | ❌  | ❌ | ❌   |

### Spitzen- bzw. Bürgermeisterkandidaten
In den Bezirkshauptstädten und Statutarstädten traten für die größeren Parteien – falls überhaupt – folgende Kandidaten an:
| Stadt \ Partei           | SPÖ                      | ÖVP                      | FPÖ                  | GRÜNE               | NEOS             | KPÖ            | TK                 | ERDE            |
| ------------------------ | ------------------------ | ------------------------ | -------------------- | ------------------- | ---------------- | -------------- | ------------------ | --------------- |
| Klagenfurt am Wörthersee | Maria-Luise Mathiaschitz | Markus Geiger            | Wolfgang Germ        | Frank Frey          | Janos Juvan      | Horst Pilhofer | Christian Scheider | Roland Jaritz   |
| Villach                  | Günther Albel            | Katharina Spannring      | Erwin Baumann        | Sabine Schautzer    | Bernhard Zebedin | ❌             | ❌                 | Gerald Dobernig |
| Wolfsberg                | Hannes Primus            | Josef Steinkellner       | Isabella Theuermann  | Susanne Dohr        | ❌               | ❌             | ❌                 | ❌              |
| Spittal an der Drau      | Gerhard Pirih            | Markus Unterguggenberger | Christoph Staudacher | Johannes Tiefenböck | Ludwig Gasser    | ❌             | Gerhard Köfer      | ❌              |
| Feldkirchen              | Karl Lang                | Martin Treffner          | Helmut Kraßnig       | Christoph Gräfling  | ❌               | ❌             | ❌                 | ❌              |
| Sankt Veit an der Glan   | Martin Kulmer            | Rudolf Egger             | Herwig Kampl         | Klaus Knafl         | ❌               | ❌             | ❌                 | ❌              |
| Völkermarkt              | Markus Lakounigg         | Angelika Kuss-Bergner    | Josef Lobnig         | ❌                  | Stefan Delano    | ❌             | ❌                 | ❌              |
| Hermagor-Pressegger See  | Siegfried Ronacher       | Leopold Astner           | Christina Ball       | ❌                  | ❌               | ❌             | ❌                 | ❌              |

## Umfragen
Es gilt zu beachten, dass bei Umfragen auf Gemeindeebene meist eine selbst für Österreich sehr geringe Anzahl an Personen befragt wird. Die Befragtenzahlen sind daher in den folgenden Tabellen aufgeführt.

### Klagenfurt am Wörthersee

#### Sonntagsfrage
| Institut | Datum      | Befragte | SPÖ     | FPÖ     | ÖVP     | GRÜNE   | NEOS  | TK    | BZÖ   | Sonst. |
| -------- | ---------- | -------- | ------- | ------- | ------- | ------- | ----- | ----- | ----- | ------ |
| OGM      | 20.02.2021 | 354      | 34 %    | 12 %    | 20 %    | 12 %    | 5 %   | 15 %  | —     | 2 %    |
| IFDD     | 20.02.2021 | 350      | 35 %    | 16 %    | 20 %    | 11 %    | 7 %   | 9 %   | —     | 2 %    |
| IMAS     | 21.07.2020 | 395      | 30–32 % | 19–20 % | 21–23 % | 14–16 % | 5–7 % | 1–3 % | 1–3 % | —      |

#### Bürgermeisterwahl
| Institut | Datum      | Befragte | Maria-Luise Mathiaschitz (SPÖ) | Christian Scheider (TK) | Frank Frey (GRÜNE) | Wolfgang Germ (FPÖ) | Jürgen Pfeiler (SPÖ) | Markus Geiger (ÖVP) | Janos Juvan (NEOS) |
| -------- | ---------- | -------- | ------------------------------ | ----------------------- | ------------------ | ------------------- | -------------------- | ------------------- | ------------------ |
| OGM      | 20.02.2021 | 354      | 41 %                           | 20 %                    | 8 %                | 12 %                | —                    | 14 %                | 5 %                |
| IFDD     | 20.02.2021 | 350      | 40 %                           | 13 %                    | 11 %               | 17 %                | —                    | 15 %                | 4 %                |
| IMAS     | 21.07.2020 | 500      | 33 %                           | 9 %                     | 8 %                | 6 %                 | 5 %                  | 5 %                 | —                  |

#### Bürgermeisterstichwahl
| Institut | Datum      | Befragte | Maria-Luise Mathiaschitz (SPÖ) | Christian Scheider (TK) | k. A. |
| -------- | ---------- | -------- | ------------------------------ | ----------------------- | ----- |
| OGM      | 20.02.2021 | 354      | 57 %                           | 33 %                    | 10 %  |

### Spittal an der Drau

#### Sonntagsfrage
| Institut         | Datum      | Befragte | SPÖ  | ÖVP  | FPÖ | TK   | GRÜNE | NEOS |
| ---------------- | ---------- | -------- | ---- | ---- | --- | ---- | ----- | ---- |
| Research Affairs | 05.01.2021 | 200      | 40 % | 16 % | 8 % | 25 % | 5 %   | 6 %  |
| Research Affairs | 08.09.2020 | 300      | 41 % | 21 % | 8 % | 17 % | 7 %   | 6 %  |

#### Bürgermeisterwahl
| Institut         | Datum      | Befragte | Gerhard Pirih (SPÖ) | Gerhard Köfer (TK) | Christoph Staudacher (FPÖ) | Markus Unterguggenberger (ÖVP) | Johannes Tiefenböck (GRÜNE) | Ludwig Gasser (NEOS) | Sonst. | k. A. |
| ---------------- | ---------- | -------- | ------------------- | ------------------ | -------------------------- | ------------------------------ | --------------------------- | -------------------- | ------ | ----- |
| Research Affairs | 05.01.2021 | 200      | 38 %                | 35 %               | 7 %                        | 5 %                            | 1 %                         | 1 %                  | 5 %    | 8 %   |

| \| Institut \| Datum \| Befragte \| Gerhard Pirih (SPÖ) \| Gerhard Köfer (TK) \| Franz Eder (ÖVP) \| Christoph Staudacher (FPÖ) \| Johannes Tiefenböck (GRÜNE) \| Hermann Bärntatz (NEOS) \| Sonst. \| k. A. \| \| -------------------- \| ---------- \| -------- \| ------------------- \| ------------------ \| ---------------- \| -------------------------- \| --------------------------- \| ----------------------- \| ------ \| ----- \| \| Research Affairs[54] \| 08.09.2020 \| 300 \| 29 % \| 24 % \| 7 % \| 5 % \| 2 % \| 2 % \| 1 % \| 30 % \| |            |          |                     |                    |                  |                            |                             |                         |        |       |
| Institut | Datum      | Befragte | Gerhard Pirih (SPÖ) | Gerhard Köfer (TK) | Franz Eder (ÖVP) | Christoph Staudacher (FPÖ) | Johannes Tiefenböck (GRÜNE) | Hermann Bärntatz (NEOS) | Sonst. | k. A. |
| Research Affairs | 08.09.2020 | 300      | 29 %                | 24 %               | 7 %              | 5 %                        | 2 %                         | 2 %                     | 1 %    | 30 %  |

#### Bürgermeisterstichwahl
| Institut         | Datum      | Befragte | Gerhard Pirih (SPÖ) | Gerhard Köfer (TK) |
| ---------------- | ---------- | -------- | ------------------- | ------------------ |
| Research Affairs | 05.01.2021 | 200      | 51 %                | 49 %               |
| Research Affairs | 08.09.2020 | 300      | 52 %                | 48 %               |

### Villach

#### Sonntagsfrage
| Institut | Datum      | Befragte | SPÖ  | ÖVP  | FPÖ  | GRÜNE | ERDE | NEOS | Sonst. |
| -------- | ---------- | -------- | ---- | ---- | ---- | ----- | ---- | ---- | ------ |
| IFDD     | 20.02.2021 | 355      | 47 % | 20 % | 13 % | 9 %   | 7 %  | 3 %  | 1 %    |
| OGM      | 19.02.2021 | 352      | 48 % | 18 % | 14 % | 8 %   | 7 %  | 3 %  | 2 %    |

#### Bürgermeisterwahl
| Institut | Datum      | Befragte | Günther Albel (SPÖ) | Katharina Spanring (ÖVP) | Erwin Baumann (FPÖ) | Sabine Schautzer (GRÜNE) | Gerald Dobernig (ERDE) | Bernhard Zebedin (NEOS) |
| -------- | ---------- | -------- | ------------------- | ------------------------ | ------------------- | ------------------------ | ---------------------- | ----------------------- |
| IFDD     | 20.02.2021 | 355      | 60 %                | 20 %                     | 10 %                | 9 %                      | 7 %                    | 1 %                     |
| OGM      | 19.02.2021 | 352      | 58 %                | 18 %                     | 11 %                | 7 %                      | 4 %                    | 2 %                     |

## Ergebnisse

### Landesweites Gemeinderatswahlergebnis
Die Wahlgewinner der Kärntner Gemeinderats- und Bürgermeisterwahlen waren die ÖVP und das Team Kärnten. Die SPÖ verlor im Vergleich zu 2015 auf Gemeinderatsebene leicht und rutschte unter die 40 % Marke. Die ÖVP konnte mit einem Plus von rund 2 Prozentpunkten das beste Ergebnis bei Gemeinderatswahlen in Kärnten seit Jahrzehnten verzeichnen und kam auf 24,3 %. Die FPÖ hingegen verlor rund 4 Prozentpunkte und fiel auf rund 14 % zurück. Das Team Kärnten trat zwar nur in 7 Gemeinden an, wurde allerdings mit rund 4 Prozentpunkten viertstärkste Kraft. Die Grünen verloren kräftig, da sie in vielen Gemeinden gar nicht mehr antraten (z. B. Völkermarkt, Hermagor-Pressegger See, Magdalensberg). In Ebenthal schafften sie den Gemeinderatseinzug nicht mehr. Die NEOS traten in nur fünf Gemeinden an, verpassten den Einzug dabei aber in Völkermarkt und schieden in Villach aus dem Gemeinderat aus. Nicht mehr angetreten sind sie in Wolfsberg, Feldkirchen und Krumpendorf. Damit sind sie nur noch in 3 Gemeinden vertreten.
| Gemeinderatswahlen     | GRW 2021 | GRW 2021 | GRW 2021 |         | GRW 2015 | GRW 2015 | GRW 2015 |        | Differenz | Differenz | Differenz |
| Gemeinderatswahlen     | Stimmen  | %        | Mandate  | Stimmen | %        | Mandate  | Stimmen  | %      | Mandate   |           |           |
| ---------------------- | -------- | -------- | -------- | ------- | -------- | -------- | -------- | ------ | --------- | --------- | --------- |
| Wahlberechtigte        | 470.963  | —        | —        | 464.364 | —        | —        | + 6.599  | —      | —         |           |           |
| Abgegebene Stimmen     | 313.030  | 67,28    | —        | 330.765 | 71,23    | —        | − 17.735 | − 3,95 | —         |           |           |
| Ungültig               | 12.346   | 3,94     | —        | 15.163  | 4,58     | —        | − 2.817  | − 0,64 | —         |           |           |
| Gültig                 | 300.684  | 96,06    | 2472     | 315.602 | 95,42    | 2500     | − 14.918 | + 0,64 | − 28      |           |           |
| Davon entfielen auf... |          |          |          |         |          |          |          |        |           |           |           |
| SPÖ                    | 120.065  | 39,93    | 948      | 126.963 | 40,23    | 984      | − 6.898  | − 0,30 | − 36      |           |           |
| ÖVP                    | 73.107   | 24,31    | 682      | 71.047  | 22,51    | 624      | + 2.060  | + 1,80 | + 58      |           |           |
| FPÖ                    | 41.551   | 13,82    | 355      | 56.696  | 17,96    | 450      | − 15.145 | − 4,14 | − 95      |           |           |
| GRÜNE                  | 10.686   | 3,55     | 40       | 17.627  | 5,59     | 65       | − 6.941  | − 2,04 | − 25      |           |           |
| TK                     | 12.935   | 4,30     | 35       | n.k.    | n.k.     | n.k.     | NEU      | NEU    | + 35      |           |           |
| NEOS                   | 4.093    | 1,36     | 8        | n.k.    | n.k.     | n.k.     | NEU      | NEU    | + 8       |           |           |
| Sonstige               | 38.247   | 12,72    | 404      | 38.247  | 12,72    | 404      | − 4.016  | − 0,67 | + 35      |           |           |

### Gemeinderatswahlergebnisse in den Bezirkshauptstädten und Statutarstädten
| Gemeinderatswahl Klagenfurt 2021 %403020100 31,2 (+0,5)10,8 (−14,1)15,6 (−3,2)9,3 (−4,8)6,1 (+2,6)22,4 (n. k.)1,5 (n. k.)3,1 (−5,1) SPÖFPÖÖVPGRÜNENEOSTKKPÖSonst.20152021 | Gemeinderatswahl Spittal an der Drau 2021 %50403020100 31,4 (−13,5)12 (−5,3)16,7 (+3,1)29,3 (+16,4)3,1 (−2,7)5,3 (−0,2)2,1 SPÖÖVPFPÖKÖFERGRÜNENEOSSonst.20212015 | Gemeinderatswahl Villach 2021 %6050403020100 51,4 (+2,7)13,5 (−7,0)15,1 (+0,6)5,0 (−2,9)11,5 (+7,9)1,7 (−0,7)1,8 (−0,6) SPÖÖVPFPÖGRÜNEERDENEOSSonst.20212015 | Gemeinderatswahl Wolfsberg 2021 %6050403020100 58,5 (+4,5)14,4 (−0,7)18,4 (+4,6)6,7 (+0,5)2 (−8,9) SPÖFPÖÖVPGRÜNESonst.20212015 |
| Gemeinderatswahl Feldkirchen 2021 %50403020100 26,8 (−14,4)44,3 (+14,7)12,0 (+0,4)12,7 (+4,2)4,2 (−5,0) SPÖÖVPFPÖGRÜNESonst.20212015                                      | Gemeinderatswahl Völkermarkt 2021 %6050403020100 52,6 (+3,2)19,6 (−2,4)24,9 (+6,4)3 (n. k.)keine (−10,1) SPÖFPÖÖVPNEOSSonst.20212015                             | Gemeinderatswahl Hermagor-Pressegger See 2021 %50403020100 42,6 (+3,0)33,4 (+2,7)10,1 (−4,4)12,9 (+3,0)keine (−5,3) SPÖÖVPFPÖTILLSonst.20212015              | Gemeinderatswahl St. Veit an der Glan 2021 %706050403020100 61,8 (+12,4)22 (−3,9)10,8 (−5,7)5,3 (−3,0) SPÖÖVPFPÖGRÜNE20212015   |

### Bürgermeisterwahlen
Die SPÖ stellt nunmehr 52 Bürgermeister, acht weniger als 2015. Sie verlor die Bürgermeisterämter in den Bezirkshauptstädten Spittal an der Drau (an TK), Hermagor (an ÖVP) und in der Landeshauptstadt Klagenfurt (an TK). Weitere in Keutschach (an TK), Irschen (an ÖVP), Krems (an ÖVP), Millstatt (an ÖVP), Rennweg (an ÖVP), Brückl (an BGL), Kappel am Krappfeld (an ÖVP), Micheldorf (an ÖVP-Liste), Sankt Georgen am Längsee (an FPÖ), Bad Sankt Leonhard (an BGL) und Lavamünd (an BGL). Bürgermeisterämtergewinne gab es in Steuerberg, Kirchbach, Seeboden, Obervellach, Maria Saal und Feld am See.
Klagenfurt
In der Stichwahl am 14. März setzte sich Herausforderer Christian Scheider (Team Kärnten) mit 53,49 % gegen Bürgermeisterin Maria-Luise Mathiaschitz-Tschabuschnig (SPÖ) durch.
Spittal an der Drau
In der Stichwahl am 14. März setzte sich Herausforderer Köfer (Team Kärnten) mit 51,38 % gegen Bürgermeister Pirih (SPÖ) durch und wurde zum neuen Bürgermeister gewählt.
Feldkirchen in Kärnten
Bürgermeister Treffner (ÖVP) wurde im ersten Wahlgang mit 53,24 % wiedergewählt.
Hermagor-Pressegger See
In der Stichwahl am 14. März setzte sich Herausforderer Leopold Astner (ÖVP) mit 51,08 % gegen Bürgermeister Siegfried Ronacher (SPÖ) durch und wurde zum neuen Bürgermeister gewählt.